# I Got It from My Mama
I Got It from My Mama – pierwsza solowa piosenka will.i.ama z albumu Songs About Girls. Utwór został napisany we współpracy z Jean-Luc Drion'em i Dominique Régiacorte. Piosenka ta była na 64 miejscu w MTV Azja na liście Top 100 Hits 2007 roku.

## Pozycje
| Chart (2007)           | Miejsce |
| ---------------------- | ------- |
| Finland Top 20         | 6       |
| Italian Singles Chart  | 14      |
| Sweden Top 60          | 18      |
| Canadian Hot 100       | 18      |
| Australian Top 50      | 19      |
| Turkish Chart          | 19      |
| Dutch Top 40           | 26      |
| Czech Chart            | 29      |
| U.S. Billboard Hot 100 | 31      |
| U.S. Billboard Pop 100 | 19      |
| UK Singles Chart       | 38      |
| German Singles Chart   | 33      |
| Polska                 | 32      |